# Déconfiture
La déconfiture est un terme du droit civil qui désigne l'insolvabilité d'un débiteur,  commerçant ou non, qui ne peut faire face à ses dettes. Dans le premier sens du terme, la "déconfiture", expression de moins en moins usitée, désigne la situation dans laquelle se trouve un débiteur insolvable durant la période ayant précédé l'ouverture d'une procédure collective pour un commerçant ou un membre d'une profession indépendante (redressement judiciaire, liquidation judiciaire).
On utilise cependant le mot dans un sens plus large et largement désuet pour désigner un débiteur insolvable ayant déjà fait l'objet d'un jugement le plaçant dans une des situations ci-dessus.

## Dans le code civil français
- Article 1613 du code civil (vente)
- Article 1913 du code civil (prêt à intérêt)
- Article 1276 du code civil (délégation)
- Article 2003 du code civil (mandat)
- Article 2032, 2°, du code civil (cautionnement)